# Microphthirus uncinatus
Microphthirus uncinatus är en insektsart som först beskrevs av Ferris 1916.  Microphthirus uncinatus ingår i släktet Microphthirus och familjen ekorrlöss. Inga underarter finns listade i Catalogue of Life.